# KMヘッドプロジェクト
KMヘッドプロジェクトとは従来の導光材を使用していた模型の灯火類をより実感的に再現するために開発された技法を普及するためのプロジェクトである。

## 構造
従来の模型において、点灯式の灯火類に透明部品を使うと消灯時に黒っぽく見え、反射材が組み込まれている実物との相違が実感を削いでいた。そこで、導光材とレンズの間にハーフミラーを挿入し、外光を反射させることで実物に近い見た目となる。

## 問題点
一部の模型愛好家の間からは特許で排他的な扱いをすることに対して疑問の声も上がっている。また、類似の製作記事がかつて鉄道模型雑誌に掲載されたこともあり、新規性を疑問視する声もある。また、レンズの裏面にダイクロイックミラーのように誘電体薄膜を蒸着する事で同等の機能を実現する事もできる。